# 耶末
耶末（羅馬化：Yarmuṯ）是迦南两座城市的名称。
杜埃-兰斯圣经有另一种拼写，即Jaramoth。

## 贝特谢梅什附近的耶末
在《希伯来圣经》记载的以色列人定居时期，耶末是迦南地区的一座亚摩利人城市。根据Joshua 10:3–5的记载，基遍国王毗兰是五位国王之一，他们结盟攻打基遍，以回应基遍与约书亚领导的以色列人签订的条约，约书亚最近征服了耶利哥和艾城。人们通常认为这座耶末就是一个现代遗址，在希伯来语中它被称为Tel Yarmuth，在阿拉伯语中它被称为Tel Jarmuth或Khirbet el-Yarmûk（网格位置147124 PAL）。该遗址位于贝特谢梅什南部，靠近拜特纳提夫，现已成为国家公园。 公园占地267德南（近66英亩）。

## 以萨迦的耶末
根据约书亚记21:20的记载，另一个耶末城成为利未人的城市，被赐给以萨迦支派境内的革顺人。历代志上6:73 中的利未城市平行列表中没有提到它；拉末在它的位置被提及。以撒迦利亚耶慕斯的遗址目前仍不清楚。 一些人认为它就是Kawkab al-Hawa的遗址，如果正确的话，那它也可能对应于第二圣殿时期的阿格里皮娜。